# Франциска Кристина фон Пфалц-Зулцбах
Франциска Кристина фон Пфалц-Зулцбах (на немски: Franziska Christine von Pfalz-Sulzbach; * 16 май 1696, Зулцбах; † 16 юли 1776, Есен) от династията Вителсбахи, е княжеска абатеса на свободните светски манастири Есен и Торн (провинция Лимбург) почти петдесет години от 1726 до 1776 г.

## Живот
Дъщеря е на херцог Теодор Евстах фон Пфалц-Зулцбах и съпругата му ланграфиня Мария Елеонора фон Хесен-Ротенбург. Тя е третото дете и втората дъщеря.
На пет години тя получава място във висшето дамско абатство „Торн“, където нейната леля Елеонора фон Льовенщайн-Вертхайм-Рошефорт е абатеса, която я поставя през 1706 г. за нейна главна наследничка. Тя е избрана на 15 октомври 1726 г. и в Есен. Нейната резиденция е дворец Борбек в Есен, който тя преобразява от 1744 до 1762 г. Франциска Кристина основава сиропиталище, което през 1769 г. приема първите деца.
Княгиня Франциска Кристина умира на осемдесет години на 16 юли 1776 г. в Есен. На 18 юли нейният саркофаг на колесница, теглена от шест, покрити с черно, коне, е закаран от Есен в Щееле. Тя е погребана по нейно желание в капелата в основаната от нея къща за сираци.